# The Chris Isaak Show
The Chris Isaak Show est une sitcom américaine en 47 épisodes de 45 minutes, créée par Diane Frolov, Andrew Schneider et William Lucas Walker, et diffusée entre le 12 mars 2001 et le 25 mars 2004 sur Showtime.
Cette série est inédite dans tous les pays francophones.

## Synopsis
La série met en scène le musicien et acteur Chris Isaak ainsi que certains des membres de son groupe dans leur propre rôle.

## Distribution
- Chris Isaak : lui-même
- Kristin Dattilo : Yola Gaylen (la manageuse)
- Jed Rees (en) : Anson Drubner (le claviériste)
- Kenney Dale Johnson : lui-même (le batteur)
- Rowland Salley (en) : lui-même (le bassiste)
- Hershel Yatovitz : lui-même (le guitariste)
- Greg Winter : Cody Kurtzman
- BobbyJo Moore : Mona
- Jennifer Calvert (en) : Vivian (saison 1)